# 中国・アフリカ協力フォーラム
中国・アフリカ協力フォーラム（ちゅうごく・アフリカきょうりょくフォーラム、中国語：中非合作论坛、英文：Forum on China–Africa Cooperation, FOCAC）は、中華人民共和国とアフリカ諸国との公式フォーラムである。3年おきに開催している。

## 2000年, 北京
第1回目の開催地は北京で2000年10月10日から12日まで開かれた。アフリカ諸国からは44カ国の参加があり、アフリカ統一機構の事務総長も出席した。

## 2003年, エチオピア
2回目の開催地はエチオピアの首都アジス・アベバで、2003年12月15日から16日まで開かれた。中国側からは70名以上の大臣や高級官僚、アフリカ諸国からは44カ国の参加があった。会議ではアジスアベバ行動計画が採択された。

## 2006年, 北京
2回目の開催地は北京で、2006年11月3日から5日まで開かれた。同会議はエチオピアのメレス・ゼナウィ、エジプトのホスニー・ムバーラク、南アフリカ共和国のターボ・ムベキなどアフリカ諸国から約40カ国の首脳が集まる大規模なものとなり、中国の胡錦涛国家主席（党総書記）からはアフリカ連合本部の建設が表明され、新たに創設された中国・アフリカ発展基金に10億ドルが中国政府から拠出された。

## 2009年, エジプト
4回目の開催地はエジプトのリゾート地シャルム・エル・シェイクで、2009年11月8日と9日まで開かれた。同会議ではシャルム・エル・シェイク宣言が採択され、2010年から2012までの行動計画が発表された。

## 2012年, 北京
5回目の開催地は北京で2012年7月19日から20日まで開かれた。

## 2015年, ヨハネスブルグ
6回目の開催地は南アフリカ共和国最大の都市ヨハネスブルグで、2015年12月4日から5日まで開かれた。

## 2018年, 北京
7回目の開催地は北京で、2018年9月3日から4日まで開かれた。同会議はアフリカで台湾（中華民国）と唯一国交を結ぶエスワティニ（旧スワジランド）を除く53か国の首脳とアフリカ連合委員長や国連事務総長などが集まり、中国の習近平国家主席（党総書記）からは600億ドルの拠出と一部の国の債務免除や、アフリカ待機軍への軍事援助と積極的な国連平和維持活動や中国・アフリカ平和安全保障基金を新たに創設することが表明され、2019年から2021までの行動計画が発表された。

## 2021年, ダカール
8回目の開催地はセネガルの首都ダカールで、2021年11月29日から30日まで開かれた。ゼロコロナ政策の影響で習近平主席らは北京でリモート出席

## 2024
9回目は北京市で9月4–6日開催